# Molnár Judit (színművész)
Molnár Judit (Kőszeg, 1971. július 29. –) magyar színésznő.

## Életpályája
1992-ben végzett a Gór Nagy Mária Színitanodában, majd 1995-ben Színész I. képesítést szerzett. 2000-ben a szombathelyi Berzsenyi Dániel Főiskola mozgókép- és médiakultúra szakán diplomázott. 
1991-1993 között az Arizona Színházban szerepelt, majd 1993-2023 között a Győri Nemzeti Színház tagja volt. Emellett 1996-1997 között a Budapesti Kamaraszínház, 1995-ben pedig a Vígszínház előadásaiban is szerepelt.
Párja Sárközi József színész.
Gyermekei: Horváth Benedek és Horváth Júlia.

## Fontosabb színházi szerepei

### Győri Nemzeti Színház
- Kszel Attila: Hanyistók – Anna, a felesége
- Lehár Ferenc: A víg özvegy – Praskovia
- Szente – Galambos – Juhász: Puskás, a musical – Bíró Margit
- Carlo Goldoni: Chioggiai csetepaté – Libera
- Szabó Magda: Régimódi történet – Klári, mindenes cseléd
- Antoine de Saint-Exupéry: A kis herceg – A rózsa
- Mikszáth Kálmán – Závada Pál: Különös házasság – Madame Malipau, társalkodónő
- Szabó Magda: Abigél – Marszell, Gina nevelőnője
- Gorkij: Éjjeli menedékhely – Anna
- Kszel Attila: Arany – Megyeri Sára
- Woody Allen: Semmi pánik!- Marion
- Carroll-Erdeős-Szemenyei: Alice Csodaországban – Szív Királynő
- Tolsztoj: Anna Karenina – Dolly
- Kosztolányi-Harag: Édes Anna – Moviszter Miklósné
- Martin McDonagh: A kripli – Eileen
- Móricz Zsigmond: Úri muri – Ágnes
- Ibsen: Nóra – címszerep
- Tennessee Williams: Nyár és füst – Alma
- Heltai: A néma levente – Zilia
- Barta Lajos: Szerelem – Lujza
- Csehov: Három nővér – Mása
- Lorca: Bernarda Alba háza – Adéla
- Aiszkhülosz: Elektra – címszerep
- Kosztolányi: Édes Anna – címszerep
- Szép Ernő: Vőlegény – Kornél
- Mikszáth: A Noszty fiú esete Tóth Marival – Tóth Mari
- Eisemann: Én és a kisöcsém – Kelemen Kató
- Szigligeti: Liliomfi – Mariska
- Csehov: Cseresznyéskert – Ánya
- Eisemann: Hyppolit a lakáj – Terka
- Baum: Óz, a csodák csodája -Dorothy
- Bock: Hegedűs a háztetőn -Hódel

### Arizona Színház
- Boris Vian: Mindenkit megnyúzunk – Marie
- Ibsen: A tenger asszonya – Hilde
- Eörsi István: Az áldozat – Eszter

### Vígszínház
- Baum: Óz, a csodák csodája – Dorothy

### Budapesti Kamaraszínház
- Füst Milán: A lázadó – Olga
- Shakespeare: Sok hűhó semmiért – Hero

## Filmes és televíziós szerepei
- Sose halunk meg (1993)
- Privát kopó (1993) – Maja
- Kisváros (1993) – Zsófi
- Família Kft. (1993) – Viki
- Szamba (1996) – Mari
- Komédiások (2000) – Virágh Júlia
- Zsaruvér és csigavér: A királyné nyakéke (2001)
- 2011 Barátok közt
- Hacktion: Újratöltve (2013) – Annamária
- Egy másik életben (2019) – Pszichológus
- Mintaapák (2020) – Bedőcs
- Hazatalálsz (2023) – Juci